# Öndög
Öndög (mongolisch für „Ei“) ist ein mongolischer Spielfilm von Wang Quan’an aus dem Jahr 2019.
Das Drama wurde am 8. Februar 2019 im Wettbewerb der 69. Berlinale uraufgeführt.

## Handlung
In der mongolischen Steppe wird die nackte Leiche einer jungen Frau gefunden. Ein 18-jähriger, unerfahrener Polizist wird damit beauftragt, den möglichen Tatort über Nacht gegen eine Wölfin, die den Leichnam bereits entdeckt hat, zu bewachen. Eine 35-jährige Hirtin, unter dem Spitznamen „Dinosaurier“ bekannt und autark lebend, wird angewiesen, ihn bei der Aufgabe zu unterstützen. Aus ihrer Herde schlachtet sie dazu gemeinsam mit einem befreundeten Hirten ein Schaf und bereitet ein Essen. Als sie es dem Polizisten in der Nacht bringt, zündet sie gegen die Kälte ein Feuer an, beide essen und trinken zusammen, kommen sich näher und schlafen miteinander. Während des Aktes springt sie unverhofft auf und schießt mehrfach ins Dunkel auf Wölfe, die sich bereits genähert haben. Am nächsten Morgen trifft die Spurensicherung ein, die Tote wird abtransportiert und die Polizisten verlassen den Fundort. Die Hirtin und der Polizist gehen ihrer Wege und bemühen sich nicht um ein Wiedersehen.
Nach einiger Zeit fährt die Hirtin in die Stadt zu einer Klinik. Eine Ärztin händigt ihr dort einen Schwangerschaftstest aus und unterweist sie in dessen Gebrauch. Als sie wieder zuhause ist und den Test macht, stellt sie fest, dass sie schwanger ist. Der Polizist flirtet inzwischen mit einer Kollegin, die aber bald darauf die Dienststelle verlässt und nach Ulan-Bator geht. Die Hirtin ruft den befreundeten Hirten, damit er ihr bei der Geburt eines Kalbes hilft. Er fährt zu ihr und bringt ihr ein fossiles Saurierei mit, ein sogenanntes „Öndög“, die in der Mongolei häufig sind. Im Anschluss an die Geburt des Kalbes verbringen sie noch etwas Zeit im Zelt, er schenkt ihr Äpfel und sucht sie zu überzeugen, noch einmal mit ihm zu versuchen, ein Kind zu zeugen und ein Paar zu werden. Am Ende erzählt die Hirtin dem befreundeten Hirten von ihrer Schwangerschaft und verbringt mit ihm eine leidenschaftliche Liebesnacht.

## Hintergrund

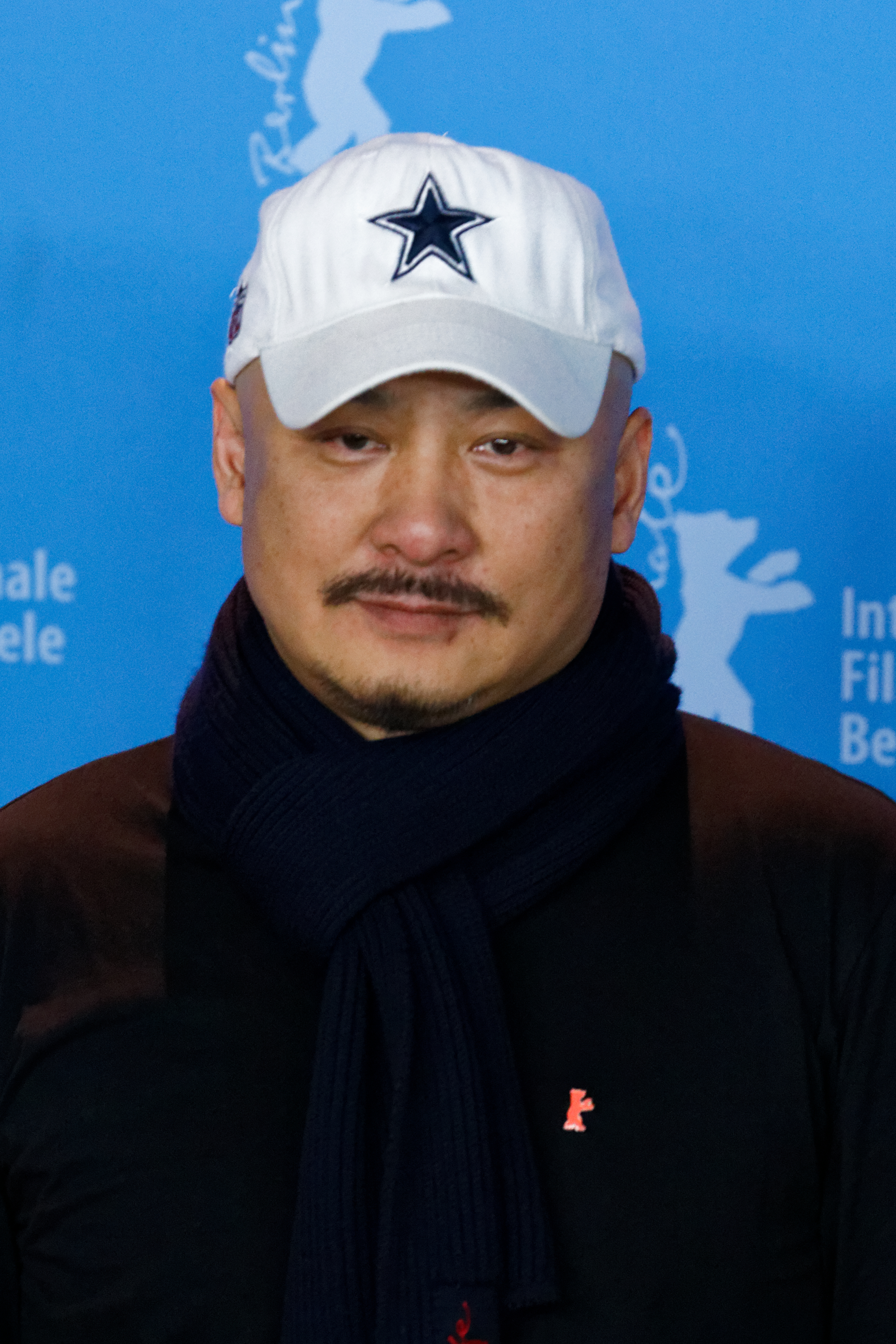
Regisseur Wang Quan’an auf der Berlinale 2017

Für Wang Quan’an ist Öndög sein siebter Spielfilm und der erste nach einer ca. siebenjährigen Schaffenspause. Im Gegensatz zu seinen vorangegangenen Werken verzichtete der chinesische Filmemacher diesmal auf das Verfassen eines Drehbuchs. Eigenen Angaben reichte Wang der Blick auf die mongolischen Drehorte aus, zu denen er am 8. Januar 2018 mit seinem Filmteam angereist war. Die Arbeit vor Ort beschrieb er als schwierig. So entfielen 90 Tage auf die Vorproduktion und 60 Tage wurden für die eigentlichen Dreharbeiten benötigt. Erstmals arbeitete Wang mit dem französischen Kameramann Aymerick Pilarski zusammen, nachdem er bei seinen vorherigen Filmen auf den Deutschen Lutz Reitemeier vertraut hatte. Pilarski studierte an der Pekinger Filmakademie, lebt seit ca. 10 Jahren in Peking und spricht fließend Mandarin.
Der  Schnitt des Films erfolgte in Peking. Wang beschreibt Öndög als „Film über das Leben, den Tod und die Liebe“, er hätte aber nach dem ersten Ansehen der finalen Fassung Unterschiede zu seinen bisherigen Erfahrungen damit festgestellt. Dies führte er auf das Kennenlernen des mongolischen Zeitverständnisses während der Dreharbeiten zurück. „Leben, Tod und Liebe waren nicht so, wie ich es zuvor gesehen hatte; Die Bedeutung von allem war völlig anders. Ich war immer der Überzeugung, dass die Fähigkeit der Sprache, einen Film zu beenden, zu kurz kommt. Und nach Abschluss fühlt sich die Sprache überflüssig an“, so Wang.

## Rezeption
Der Film erhielt im internationalen Kritikenspiegel der britischen Fachzeitschrift Screen International 2,8 von vier möglichen Sternen und belegte damit einen 4. Platz unter allen 16 Berlinale-Wettbewerbsfilmen. Emin Alpers Eine Geschichte von drei Schwestern und Nadav Lapids Synonymes (je 3,0) führten die Rangliste an. Im Kritikerspiegel von critic.de erhielt der Film durchwachsene Bewertungen und bekam Wertungen von „indiskutabel“ bis „stark“.
Susanne Lenz schreibt in der Berliner Zeitung beeindruckt: „Zweimal kommt es zum Geschlechtsakt, und es ist umwerfend. In einer tastet die Frau schon nach dem Gewehr, als ihr Partner sich noch müht, zum Höhepunkt zu kommen, denn der Wolf ist nah. In der anderen ist es der Tanz zweier Stirnlampen, den man so noch nicht gesehen hat.“
Gunda Bartels behandelt den Film im Tagesspiegel recht zurückhaltend und findet, der Film beschreibe „angenehm selbstverständlich“. Fabian Tietke fragt sich in der taz „warum ein so durchschnittlich gelungener Film wie ‚Öndög‘ im Wettbewerb läuft.“ Anja Seeliger findet im Perlentaucher, dass der Film nachwirkt: „Seufzend verlässt man das Kino – und stellt eine Stunde später fest, dass man immer noch über den Film nachdenkt.“

## Auszeichnungen
Mit Öndög konkurrierte Wang Quan’an zum vierten Mal nach 2007, 2010  und 2012 bei den Internationalen Filmfestspielen Berlin um den Goldenen Bären, den Hauptpreis des Festivals. Diesen hatte er bereits bei seiner ersten Teilnahme mit Tuyas Hochzeit gewinnen können. Öndög blieb aber unprämiert.